# Kleemann (azienda)
Kleemann GmbH è un produttore di macchine edili con sede a Göppingen. L'azienda produce e commercializza impianti di frantumazione e vagliatura utilizzati nella lavorazione e riciclo delle materie prime minerali. Le macchine vengono utilizzate in cava e nei cantieri per frantumare grossi pezzi di roccia in un prodotto finale riutilizzabile. La gamma di prodotti spazia dai frantoi a mascelle mobili, a urto e a cono agli impianti di vagliatura.

## Storia
L'azienda nasce nel 1857 in un piccolo laboratorio, grazie a Ferdinand Kleemann. Il laboratorio di Kleemann rappresentò la prima attività industriale della città e ben presto inserì nella gamma della sua azienda macchine per il taglio del foraggio e altre attrezzature per l'agricoltura. Successivamente furono aggiunte seghe circolari, eccentrici e presse a mandrino per la lavorazione della roccia. Inizialmente, negli anni '20, furono sviluppati impianti di frantumazione e vagliatura principalmente mobili, negli anni '60 stazionari e dagli anni '80 impianti mobili cingolati. Dopo la seconda guerra mondiale, la lavorazione della roccia divenne il cardine dell'azienda.
Nel 2005 l'azienda è stata rinominata in Kleemann GmbH e nel 2006 il Gruppo Wirtgen ha acquisito una quota di maggioranza dell'80%.
Nel 2008 è iniziata la costruzione di un nuovo stabilimento principale della Kleemann GmbH nello Stauferpark a est di Göppingen. Dopo un anno di costruzione è stato messo in funzione il nuovo impianto su un'area di 12,5 ettari. L'azienda ha investito circa 60 milioni di euro nella nuova sede. Nel 2016 l'azienda ha ampliato lo stabilimento fino a un totale di 150.000 m³.

## Prodotti

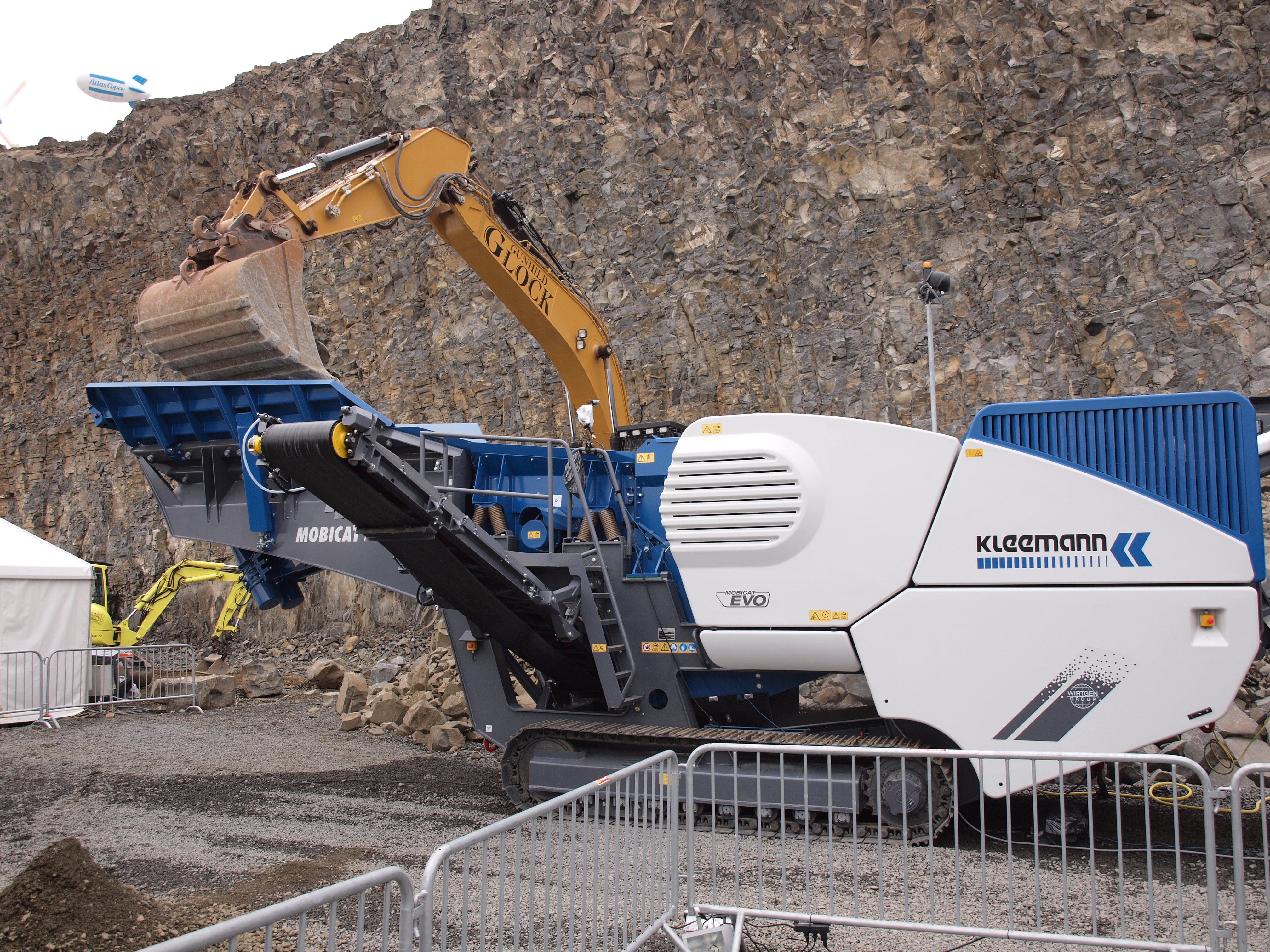
Kleemann MOBICONE EVO

Le macchine di Kleemann GmbH vengono utilizzate per frantumare roccia e altri materiali. Oltre alle pietre naturali, vengono riciclati anche macerie da costruzione e asfalto. L'azienda produce:
- Frantoi a mascelle mobili della serie MOBICAT
- Frantoi a urto mobili della serie MOBIREX
- Frantoi a cono mobili della serie MOBICONE
- Impianti mobili di vagliatura, serie MOBISCREEN o serie MOBIFOX